# Bodlák lopuchovitý

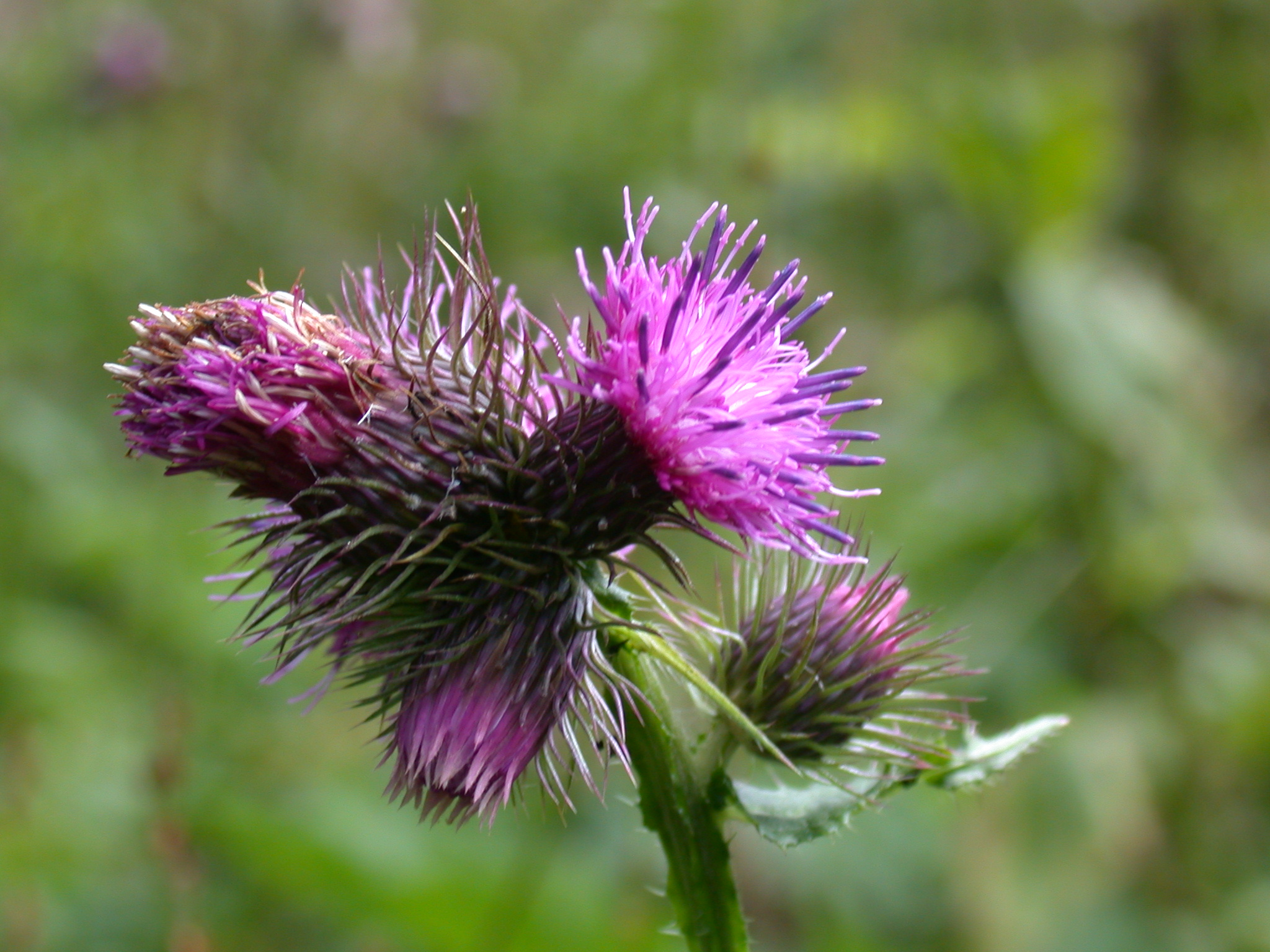
Květenství

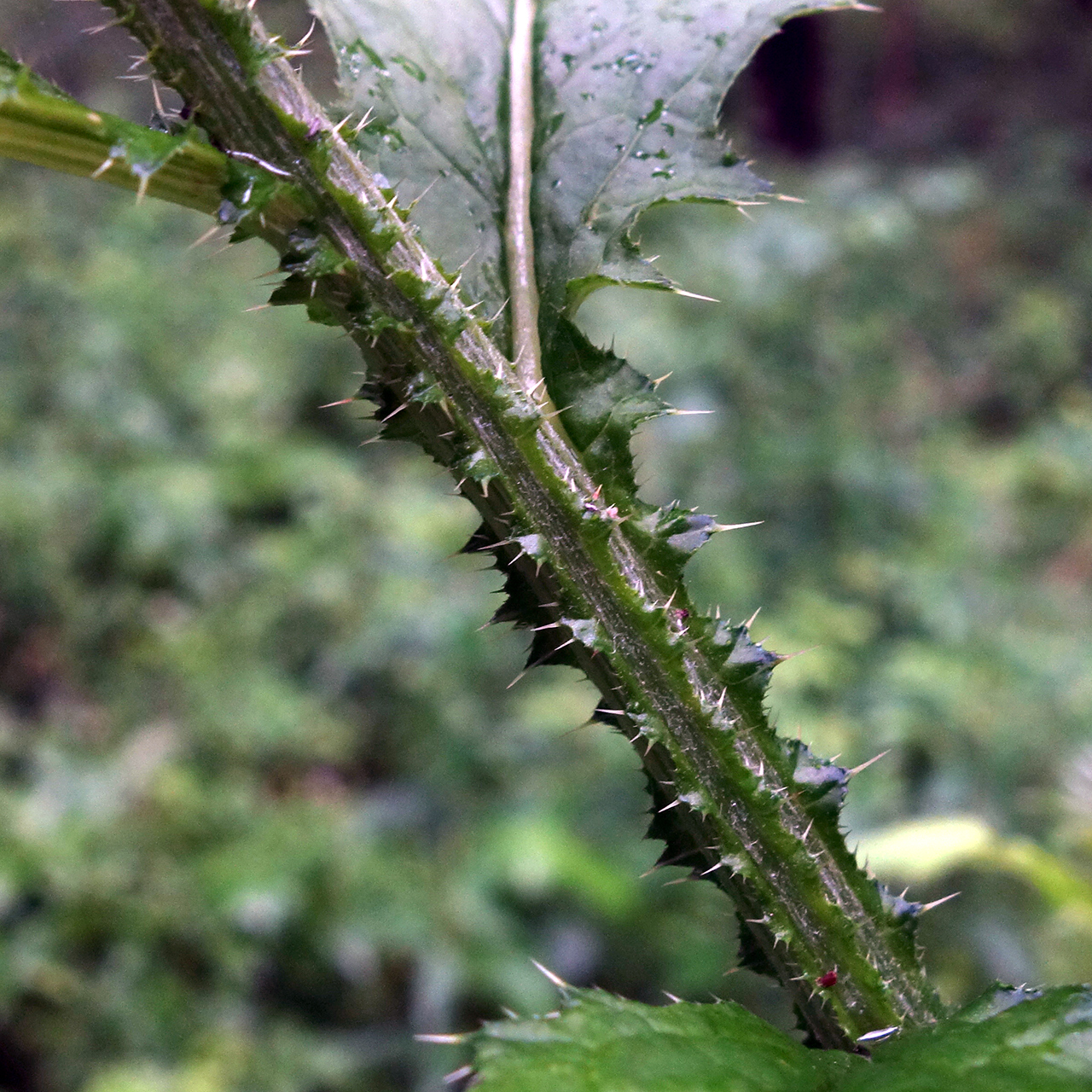
Ostnitá lodyha

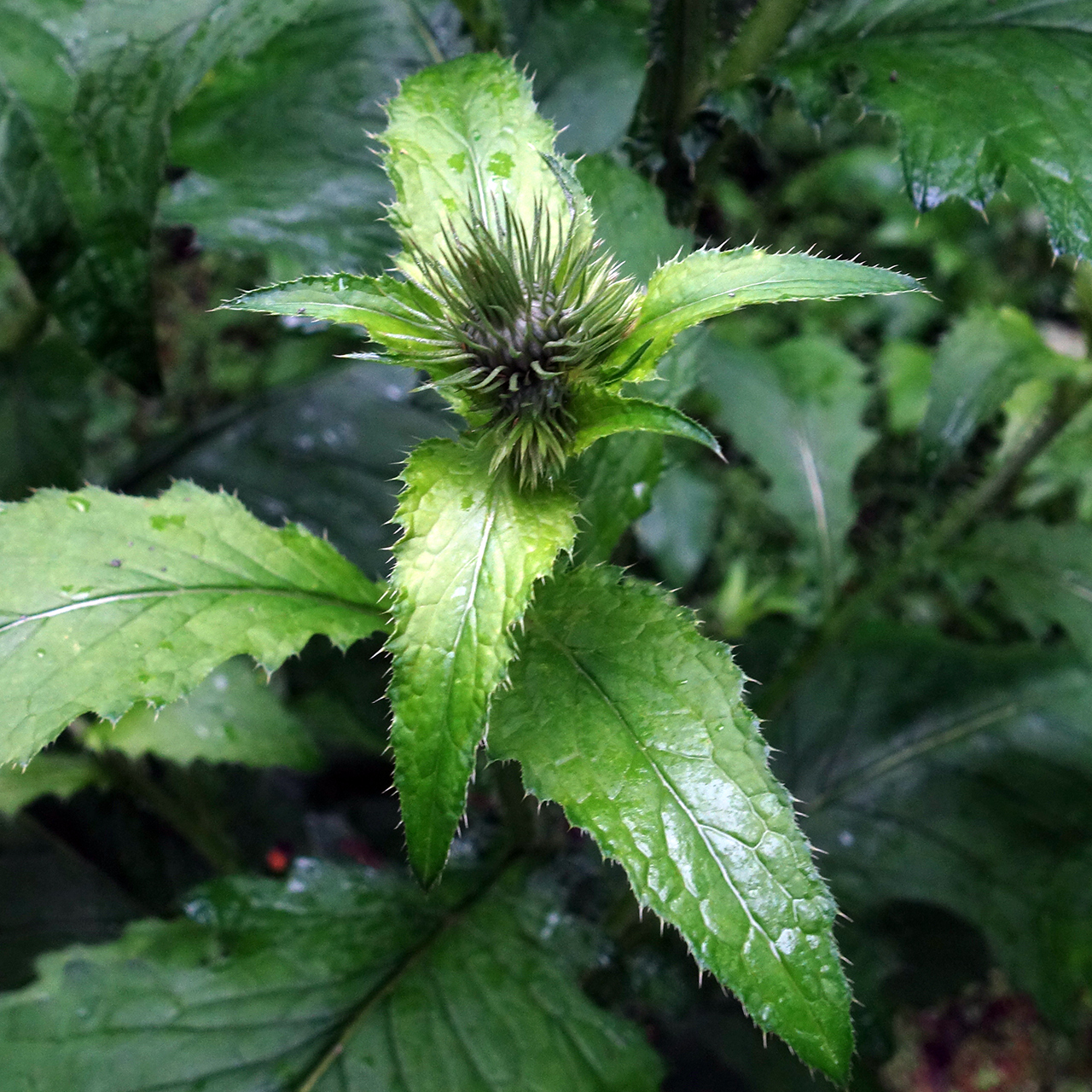
Mladá rostlina

Bodlák lopuchovitý (Carduus personata) je ostnitá, vytrvalá bylina, vysoká od 60 po 180 cm, která se nejčastěji vyskytuje na vlhkých, výše položených místech. Tento v české přírodě původní druh mívá od června do srpna na vrcholu lodyhy úbory složené s drobných, červenofialově kvetoucích květů. Je typicky horským až podhorským druhem a od ostatních v Česku rostoucích bodláků se odlišuje hlavně tím, že nemá zraňující ostny, ale pouze zuby s měkkými ostenky.

## Rozšíření
Druh bodláku, který má svou distribuci omezenou na horské a podhorské oblasti Evropy. Je rozšířen od Francouzského středohoří a Vogéz přes Alpy, Sudety, Apeniny, hory střední Evropy a Karpaty až po pohoří Balkánu, zasahuje i na jihozápad Ukrajiny. Nejvýše se vyskytuje v Alpách, kde roste v nadmořské výšce od 500 po 2300 m n. m. V Česku se nejvýše vyskytuje v Krkonoších, až 1300 m a Hrubém Jeseníku, až 1250 m.
V České republice vyrůstá hlavně na vlhkých územích na Šumavě, v Krkonoších, Krušných horách, Orlických horách, Hrubém i Nízkém Jeseníku, na Králickém Sněžníku, v Javornících, ojediněle i v Moravskoslezských Beskydech a Bílých Karpatech. Jeho výskyt v Sudetech je na samé severní hranici rozšíření druhu.
Jeho areály se nacházejí hlavně v blízkosti horních toků řek Labe, Teplé, Jizery, Otavy, Vltavy i Moravy. Někdy bývá zplavován od horských hřebenů po hranici 200 až 300 m n. m.

## Ekologie
Bodlák lopuchovitý je rostlinou vyskytující se ve vysokobylinných lemech na vlhké, propustné, živinami bohaté půdě obsahující často písek nebo drobný štěrk. Je rozšířen převážně v horské a podhorské oblasti s aluviálními sedimenty. Roste v potočních křovištích, na vlhkých místech v blízkosti pramenišť, kolem malých potoků a ve skalních žlebech, spodních partiích ledovcových karů. V nižších polohách se vyskytuje také na travnatých nebo neudržovaných místech, po silničních příkopech i ruderálních místech, v okolí chat a zemědělských objektů. Je hemikryptofyt, který dobře roste ve vlhkém prostředí na plném slunci a na sušších místech i v polostínu. Byliny vyskytující se v Česku mají počet chromozomů 2n = 22.

## Popis
Vytrvalá rostlina vysoká od 60 po 180 cm, která má přímou, většinou větvenou lodyhu s úzkými křídly s mnoha drobnými, měkce ostnitými výstupky. Lodyha je zelená, pevná, podélně rýhovaná, v celé délce střídavě olistěná a bývá pavučinatě chlupatá. Vyrůstá z hlavního, vřetenovitého kořene s krátkými plazivými podzemními výběžky.
Přízemní i nejspodnější lodyžní listy jsou přisedlé, v obryse obvejčité až eliptické, peřenosečné, dlouhé až 50 cm a široké do 15 cm. U báze jsou klínovitě zúžené a na vrcholu tupě špičaté, jejich úkrojky jsou nepravidelně laločnaté a bývají porostlé pouze měkkými ostenky. Střední lodyžní listy jsou celistvé, široce vejčité, dlouhé 5 až 12 cm, široké od 3 po 4 cm, náhle zúženou bázi k lodyze přisedají, na vrcholu jsou dlouze špičaté a po okraji porostlé drobnými, měkce ostnatými zuby. Horní lodyžní listy jsou menší, celistvé, v obryse vejčité, na bázi poloobjímavé a po obvodě pilovité s drobnými zuby. Všechny listy jsou na lícní straně lysé, kdežto na rubové jsou více méně pavučinatě běloplstnaté.
Na vrcholu hlavní lodyhy a odbočných větví vyrůstají nahloučeně tři až čtyři kulovité úbory velké 1,5 až 2 cm. Jsou přisedlé nebo mají stopky dlouhé do 1 cm. Víceřadý zákrov je polokulovitý až miskovitý, zelený, tuhý a lysý. Jeho listeny jsou úzce čárkovité, dlouhé do 20 mm, na vrcholu se zužují v měkký ostenek a asi od poloviny mírně odstávají. Květy v úborech jsou oboupohlavné, pětičetné, trubkovité, jejich pěticípá korunní trubka je asi 1 cm dlouhá, slámově žlutá, korunní cípy dlouhé asi 6 mm jsou v době kvetení tmavě fialové, čnělka s dvouramennou bliznou z koruny vyčnívá. Květy jsou opylovány létajícím hmyzem.
Plody jsou hnědé, lesklé, vřetenovité nažky asi 4 mm dlouhé, které mají drsný chmýr 10 až 13 mm dlouhý, jenž odpadává vcelku. Nažky (semena) jsou rozšiřovány hlavně větrem, spadlá semena také přenášejí mravenci.